# ライモント・ファン・バルネフェルト

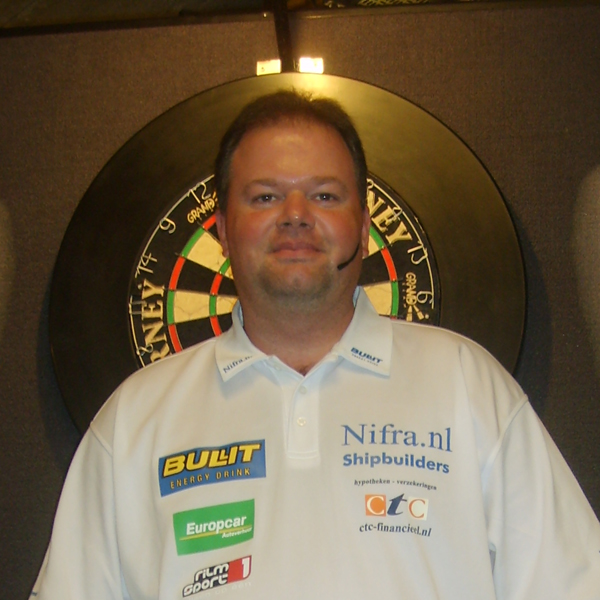
ライモント・ファン・バルネフェルト (2006)

- ライモント・ファン・バルネフェルト[1]
- レイモント・ファン・バルネフェルト[2]
- レイモンド・ファン・バルネフェルト[3]
- レイモンド・ヴァン・バーナベルド[4]
- レイモンド・バン・バーナベルト[5]

ライモント・ファン・バルネフェルト (Raymond van Barneveld,  "Barney", "The Man", 1967年4月20日 - )は、オランダのプロフェッショナル・ダーツ・プレイヤーである。
右投げ。デン・ハーハ出身。
現在の所属団体は、プロフェッショナル・ダーツ・コーポレイション (PDC) である。
彼は、ワールド・チャンピオンに5度、UKオープン・チャンピオンに2度、それぞれ、輝いた。
2008年の1月から6月まで、PDC オーダー・オヴ・メリットにおいて、ナンバー・ワンにランクされていたこともある。
合計で、ブリティッシュ・ダーツ・オーガナイゼイション (BDO) のメジャーで11度 (ワールド・チャンピオンシップで4度、ワールド・マスターズで2度、ワールドダーツ・トロフィーで3度、そして、インターナショナル・ダーツリーグで2度)、PDCのプレミア・イヴェントで6度 (ワールド・チャンピオンシップで1度、UKオープンで2度、ラスベガス・デザート・クラシックで1度、グランド・スラム・オブ・ダーツで1度、プレミア・リーグ・ダーツで1度)、優勝している。
以前、4回、BDO ワールド・チャンピオンシップで優勝したことに加えて、2007 PDC ワールド・チャンピオンシップでの勝利によって、5回ワールド・チャンピオンになったエリック・ブリストウと、並んだ。
彼は、オランダ人史上、最も成功したダーツ・プレイヤーであり、オランダでダーツを広めるのに多大な影響を持っている。

## BDOでの活躍
バルネフェルトが初めてワールド・チャンピオンシップに出場したのは、1991年、レイクサイド・カントリー・クラブで行われたEmbassy ワールド・チャンピオンシップだったが、このときは、第1ラウンドでオーストラリア人のキース・サリバンに、0-3で敗退した。
それから、彼は、BDOサーキットで、躍進し始め、1990年9月に行われたベルジャン・オープンと、1991年3月に行われたジャーマン・オープンで、準々決勝にまで進出した。
彼が初めて準決勝に進出したのは、1991年6月に開催されたスイス・オープンのことである。
彼は、1992年のワールド・チャンピオンシップでは、予選落ちしてしまったものの、1993年に、再びレイクサイドに返り咲いている。
このときは、接戦の末、2-3で、後にこのトーナメントのチャンピオンとなるジョン・ロウに敗れた。
1993年のワールド・チャンピオンシップが終わって間もなく、このスポーツにおける当時のトップ・プレイヤー達が、ワールド・ダーツ・カウンスル (WDC、現在のPDC) を設立し、BDOを離れていった。
バルネフェルトは、1994年のダーツ団体分裂後、BDOのオープン大会で飛躍し続け、ダッチ・オープンとベルリン・オープンでは準々決勝に、ベルジャム・オープンでは準決勝に、そしてフィニッシュ・オープン (Finnish Open) では、アンディ・フォーダムに敗れたものの、決勝に、それぞれ到達した。
彼は、1995年のワールド・チャンピオンシップでも、決勝まで順調に駒を進めていった。
しかし、ウェールズ人のリッチー・バーネットに、3-6で敗れ去る。
1996年と1997年、どちらも第2ラウンド敗退となった後、1998年の決勝は、1995年の決勝と同じ対決となり、この元ポストマンは、バーネットを打ち破り、初めてのワールド・タイトルを手にした。
この対決は、それまでに無い5-5 (セッツ) に達したことにより、最高に素晴らしい試合の1つと、しばしばみなされているが、最終的には、バルネフェルトが、フィニッシュのD8を決め、最終セットを4-2 (レッグズ) で勝利したことにより、このタイトルを獲得した。
彼は、1年後、イングランドのロニー・バクスターに、またもや6-5でチャンピオンの防衛に成功する。
これで、彼は、このトーナメント史上、このタイトル防衛を成功した、たった2人のプレイヤー（もう1人は、エリック・ブリストウ）となった。
彼の連続優勝の走行は、2000年に第1ラウンドで、クリス・メイソンに当たってしまったことにより、終了した。
メイソンは、アベレージ100を叩き出し、ワールド・チャンピオンのハット・トリックと言うバルネフェルトの望みは、終わった。
バルネフェルトは、2001年と2002年は準々決勝で、4-5でテッド・ハンキーに、3-5でマーヴィン・キングに、それぞれ敗北している。
そして、2003年、彼は、6-3でウェールズ出身のリッチー・デイヴィズに勝利し、3度目のワールド・タイトルを手にした。
翌年の2004年は、準決勝でアンディ・フォーダムに、4-5で敗れた。
2005年、彼は、4度目のタイトルを、手にした。
彼は、初めの3ラウンドを、1セットも落とさず、ゲイリー・アンダーソン、マイク・ヴァイチ、そして、ヴィンセント・ファン・デル・フォールトを倒した。
準決勝では、5-3でダリル・フィットンに勝利し、決勝では、イングランドのマーティン・アダムズに6-2で勝利し、4度目の栄冠に輝いた。
続く2006年、バルネフェルトは、6度目の決勝に出場し、5度のBDOのワールド・タイトルというブリストウの記録に並ぼうと試みた。
しかし、今回、彼の望みは、同郷の仲間である、当時21歳のイェレ・クラーセンに、5-7という結果で打ち負かされ、消えてしまう。
また、彼は、BDOにおいて、Winmau ワールド・マスターズのタイトルも、2回取得した。
1度目は、2001年、フィンランドのヤルコ・コムラに、2度目は、2005年、スウェーデンのヨーラン・クレッメに、それぞれ決勝において勝利したときである。
他の主要なダーツのトーナメントにおいて、彼が少なくとも2回以上は優勝したものには、ワールド・ダーツ・トロフィと、インターナショナル・ダーツ・リーグが、ある。

## PDCでのキャリア
4度のワールド・チャンピオンも経験した15年間のBDOでのプレイの後、ファン・バルネフェルトは、2006年2月15日にBDOからPDCに移籍することを発表した。
移籍の理由に、彼は大きなチャレンジをしたいということと、いつでもフィル・テイラーのようなプレイヤーと一緒に戦いたいということを挙げる。
ゼロから初めて、彼は、素晴らしいPDCの初年を飾った。
移籍から12か月の間に、彼は、世界第2位のプレイヤーになり、ワールド・チャンピオンにも輝いた。
彼のPDCのデビューは、2006 プレミア・リーグ中のことだった。
第1ラウンドにおいて、彼は、8-1という大差で、バクスターに勝利した。
3月23日、彼は初めてテレビ放送中のナイン・ダート・フィニッシュを達成し、また、その夜はテイラーとも対戦し、7-7の引き分けに食い止めた。
これの再対戦は、バルネフェルトの39歳の誕生日に訪れたが、6-8でテイラーに敗れてしまう。
また、このプレミア・リーグの準決勝で、同郷の仲間であるローランド・ショルテンに、予想外にも3-11で負けてしまった。
それから、バルネフェルトは、彼にとって11回目のBDO グランド・スラム・トーナメントであるインターナショナル・ダーツリーグの決勝で、コリン・ロイドを13-5で打ち破り、順風満帆な道を進み始める。
6月に、ボルトンのリーボック・スタジアムで開催された、UKオープンの決勝において、バリー・ベイツに勝利し、彼にとって初となるPDCのプレミア・タイトルを獲得する。
その日はそれより先に、準々決勝でテイラーに勝利でき、PDCに移ってから口にしてきた夢の1つを達成できた。
彼は、数週間後、2006 ラスベガス・デザート・クラシックの準決勝においても、テイラーを打ち破る。
翌日の決勝で、彼は、3-6でカナダ人のジョン・パートに負けた。
この後すぐ、バルネフェルトは、ダーツを変え、テイラーが使っている"スタッキング"・テクニックを使い始めた。
このダーツは、以前使っていたものよりも、1グラム軽く、オランダにある地元の小売店で£1程度のものだった。
昇り調子のマイケル・ヴァン・ガーウェンに、ワールド・ダーツ・トロフィの第1ラウンドで負けた後、バルネフェルトは、投げ終わりに取り組まねばならないことに気づいた。
Sky Bet ワールド・グランプリでの調子は、良かったものの、第2ラウンドで、フィル・テイラーに負けてしまう。
テイラーとバルネフェルトは、2007 PDC ワールド・チャンピオンシップの決勝で、再び対決することになる。
後に、テイラーが、その時までに経験した決勝の中で、最高の決勝と語った試合である。
3セットを落としたものの、サドン・デス・レッグで7-6でテイラーに見事逆転し、5回のワールド・タイトルと言うエリック・ブリストウの記録に並んだ。
2007年2月に、ライモントは、2007 マスターズ・オヴ・ダーツの決勝戦において、7-0 (セッツ) で、ピーター・マンリーに勝利する。その時の彼のアヴェレッジは、107であった。
彼の活躍は、カメラのむこうにも、映し出されていた。
2007年のプレミア・リーグでは、2006年のように上手くはいかず、グループ・セクションでテイラーに2度、デニス・プリーストリーとロイドに1度、それぞれ、負けてしまう。
それでも、彼は、何とかグループ・セクションで2位になって、プレイオフに進出したものの、準決勝において10-11でテリー・ジェンキンスに敗北する。
しかし、バルネフェルトは、2007 UKオープンの準々決勝において、11-4でテイラーに大勝利を収めるなどして調子を取り戻していき、準決勝において、11-4でコリン・ロイドを、決勝において、16-8でファン・デル・フォールトを、それぞれ打ち破り、タイトル防衛に成功した。
同時に、バルネフェルトは、UKオープンの王座を防衛した初めてのプレイヤーにもなった。
1カ月後、彼は、2007 ラスベガス・デザート・クラシックの決勝において、13-6でテリー・ジェンキンスを破り、またもや大きなタイトルを獲得した。
2007年の5つの主要なタイトル、すなわち、ワールド・チャンピオンシップ、UKオープン、ラスベガス・デザート・クラシック、ワールド・マッチプレイ、そして、ワールド・グランプリを全て獲得するというバルネフェルトの夢は、ブラックプールで行われた、ワールド・マッチプレイの準々決勝において、エイドリアン・ルイスに14-16 (レッグズ) で負けたときに、終わった。
2008年は、バルネフェルトにとって、最も調子が悪く、主要なトーナメントで勝てず、成功から程遠い年であった。
ワールド・チャンピオンシップの王座防衛は、インフルエンザになってしまい、深刻な状況となった。
彼は、第2ラウンド中に、呼吸困難でリタイアしなければならない寸前にまでなったものの、なんとか、最初の2戦を圧倒的な大差で勝利できた。
だが、第3ラウンドにおいて、ケビン・ペインターに2-4で敗戦する。
この後、2008 プレミア・リーグ・ダーツの準決勝まで到達したが、ジェームズ・ウェイドに敗戦し、このトーナメントの同じステージで3期連続敗退してしまう。
彼は、USオープンの早い段階でも敗北し、ラスベガス・デザート・クラシックでは、アラン・タバーンに、そして、UKオープンの準決勝では、その前に、ライヴァルのフィル・テイラーに10-9 (レッグズ) で勝利したばかりであったが、ゲイリー・モーソンに、それぞれ、打ち破られる。
彼は、ワールド・マッチプレイの準々決勝でも、ウェイン・マードルに敗戦した。
しかし、彼は、ワールド・グランプリで幾分調子を取り戻し、最終的には、テイラーに6-2 (セッツ) で負けてしまったものの、決勝戦まで到達した。
彼は、初開催のヨーロピアン・ダーツ・チャンピオンシップにおいて、ルイスのダーツにまたしても準々決勝で苦しみ、2-9 (レッグズ) で敗れ去った。
2009年1月2日、2009 PDC ワールド・ダーツ・チャンピオンシップの準々決勝であるオランダ人の対クラーセン戦において、バルネフェルトは、2度目のテレビ放送中におけるナイン・ダート・フィニッシュを達成した。
彼は、第6セットの第2レッグにおいて、最高点の180を2回獲得した後、順に、T20、T19、そして、D12にダーツを、見事打ち付けた。
UKオープンにおいて、テイラーが、ジェイミー・ハーヴェイ相手にナイン・ダート・フィニッシュを達成してから、誰も受け取ってない£20,000を、この功績は、バルネフェルトにもたらし、同時に、彼は、PDC ワールド・ダーツ・チャンピオンシップで、初めてナイン・ダート・フィニッシュを達成したプレイヤーにもなった。
彼は、161からのフィニッシュなども達成したこの対戦を5-1で勝ち進み、準決勝で、ウェイドにも勝利した。
しかし、決勝では、テイラーに1-7で苦戦し、敗れてしまう。
結局、2007　ワールド・チャンピオンを守れず、£100,000を獲得できなかった(準優勝なので、£60,000の獲得) 結果、彼は、PDC オーダー・オヴ・メリットにおいて、2位から3位に転落してしまった。
2009年のラスベガス・デザート・クラシックでは、彼は調子を取り戻し、決勝で11-13というわずかな差で、フィル・テイラーに、負けた。
その対戦後、バーニーは、Sky Sportsの司会者、デイヴ・クラークのマイクをとり、フィル・テイラーについて語る。
ワールド・マッチプレイの準々決勝で、テリー・ジェンキンスに敗れた後、バルネフェルトは、ダーツをしばらく休む。
彼は、チャンピオンシップ・オヴ・ダーツやサウス・アフリカン・マスターズの出場を辞退した。
バルネフェルトは、ダーツを辞めるのではという憶測もあったが、彼は、2009 ワールド・グランプリの第1ラウンドにおいて、アラン・タバーンに勝利した後、彼は、糖尿病にかかっていたので、彼の休暇は、健康のために身体を鍛えようとジムに通うためのものだったと、述べた。
彼は、主要トーナメントの敗戦理由を糖尿病によるものとも、考えた。
2009年12月28日、バルネフェルトは、PDC ワールド・チャンピオンシップの第2ラウンド、対ブレンダン・ドーラン戦で、またナイン・ダート・フィニッシュを達成し、PDC ワールド・チャンピオンシップにおいて、初めて2回ナイン・ダート・フィニッシュを決めたプレイヤーとなった。
彼は、準決勝まで勝ち進み、5-6でサイモン・ウィットロックに負けた。
彼は、3位決定戦のプレイオフにおいて、8-10 (レッグズ) でマーク・ウェブスターに負けた。
2010年4月29日、バルネフェルトは、2010 プレミア・リーグ・ダーツの対テリー・ジェンキンス戦において、またもやナイン・ダート・フィニッシュを達成した。
これは、結局6位で終わってしまう、調子が出ないプレミア・リーグ中の出来事であった。
プレミア・リーグ中、バーニーは、個人的な問題で悩んでおり、彼と彼の家族は、恐喝されていると語った。
彼は、2010 UKオープンの8つの予選のイヴェントのうちたった1つしか参加できず (3つ以上のイヴェントに参加することが、予選通過の条件のうちの1つとなっている)、本線に参加できなかった。
次のナイン・ダート・フィニッシュは、2010年7月17日、ブラックプールで行われた2010 ワールド・マッチプレイの第1ラウンド、対デニス・オーブンズ戦においてのことだった。
彼は、初めてワールド・マッチプレイの決勝戦に進出したが、そこで、フィル・テイラーに、12-18で負けた。

## 主な成績

### BDO世界選手権
- 優勝: 4回 (1998 – 99, 2003, 05)
- 準優勝: 2回 (1995, 2006)
- ベスト4: 1回 (2004)
- ベスト8: 2回 (2001 – 02)

### ワールドマスターズ
- 優勝: 2回 (2001, 05)
- 準優勝: 1回 (2003)
- ベスト4: 1回 (1995)
- ベスト8: 無し

### ファインダーダーツ・マスターズ
- 優勝: 3回 (2001, 03 – 04)
- 準優勝: 無し
- ベスト4: 2回 (2000, 02)
- ベスト8: 1回 (2005)

### インターナショナル・ダーツリーグ
- 優勝: 3回 (2003 – 04, 06)
- 準優勝: 無し
- ベスト4: 無し
- ベスト8: 1回 (2007)

### ワールドダーツ・トロフィー
- 優勝: 2回 (2003 – 04)
- 準優勝: 無し
- ベスト4: 1回 (2002)
- ベスト8: 無し

### PDC世界選手権
- 優勝: 1回 (2007)
- 準優勝: 1回 (2009)
- ベスト4: 5回 (2010, 13, 15 – 17)
- ベスト8: 2回 (2011, 18)

### ワールドマッチプレー
- 優勝: 無し
- 準優勝: 1回 (2010)
- ベスト4: 無し
- ベスト8: 4回 (2007 – 09, 11)

### ワールドグランプリ
- 優勝: 無し
- 準優勝: 2回 (2008 – 09)
- ベスト4: 3回 (2007, 10, 16)
- ベスト8: 1回 (2017)

### UKオープン
- 優勝: 2回 (2006 – 07)
- 準優勝: 無し
- ベスト4: 2回 (2008, 13)
- ベスト8: 2回 (2012, 17)

### ラスベガス・デザート・クラシック
- 優勝: 1回 (2007)
- 準優勝: 2回 (2006, 09)
- ベスト4: 無し
- ベスト8: 無し

### プレミア・リーグ・ダーツ
- 優勝: 1回 (2014)
- 準優勝: 無し
- ベスト4: 7回 (2006 – 09, 11, 13, 15)
- ベスト8: 無し

### グランドスラム・オブ・ダーツ
- 優勝: 1回 (2012)
- 準優勝: 無し
- ベスト4: 3回 (2009, 15, 22)
- ベスト8: 2回 (2008, 16)

### ヨーロピアン・チャンピオンシップ
- 優勝: 無し
- 準優勝: 無し
- ベスト4: 2回 (2011, 14)
- ベスト8: 3回 (2008, 10, 12)

### プレイヤーズ・チャンピオンシップ・ファイナルズ
- 優勝: 無し
- 準優勝: 無し
- ベスト4: 無し
- ベスト8: 4回 (2009, 13, 16, 19)

### マスターズ
- 優勝: 無し
- 準優勝: 2回 (2015, 18)
- ベスト4: 1回 (2013)
- ベスト8: 1回 (2017)

### チャンピオンズリーグ・オブ・ダーツ
- 優勝: 無し
- 準優勝: 無し
- ベスト4: 1回 (2017)
- ベスト8: 無し

### マスターズ・オブ・ダーツ
- 優勝: 1回 (2007)
- 準優勝: 無し
- ベスト4: 1回 (2005)
- ベスト8: 無し

### 年度別成績
| 年   | BDO | BDO  | PDC | PDC | PDC | PDC | PDC  | PDC | PDC | PDC | PDC | PDC | 年度末順位 |
| 年   | WPC | WM   | WDC | WMP | WG  | LAS | UK   | PR  | GS  | EU  | PCF | WC  | 年度末順位 |
| ---- | --- | ---- | --- | --- | --- | --- | ---- | --- | --- | --- | --- | --- | ---------- |
| 1990 | NJ  | L32  | NH  | NH  | NH  | NH  | NH   | NH  | NH  | NH  | NH  | NH  | -          |
| 1991 | L32 | L64  | NH  | NH  | NH  | NH  | NH   | NH  | NH  | NH  | NH  | NH  | -          |
| 1992 | NJ  | RR   | NH  | NH  | NH  | NH  | NH   | NH  | NH  | NH  | NH  | NH  | -          |
| 1993 | L16 | L64  | NH  | NH  | NH  | NH  | NH   | NH  | NH  | NH  | NH  | NH  | -          |
| 1994 | NJ  | L16  | NJ  | NJ  | NH  | NH  | NH   | NH  | NH  | NH  | NH  | NH  | -          |
| 1995 | F   | SF   | NJ  | NJ  | NH  | NH  | NH   | NH  | NH  | NH  | NH  | NH  | -          |
| 1996 | L16 | L16  | NJ  | NJ  | NH  | NH  | NH   | NH  | NH  | NH  | NH  | NH  | -          |
| 1997 | L16 | L64  | NJ  | NJ  | NH  | NH  | NH   | NH  | NH  | NH  | NH  | NH  | -          |
| 1998 | W   | L64  | NJ  | NJ  | NJ  | NH  | NH   | NH  | NH  | NH  | NH  | NH  | -          |
| 1999 | W   | L16  | NJ  | NJ  | NJ  | NH  | NH   | NH  | NH  | NH  | NH  | NH  | -          |
| 2000 | L32 | L128 | NJ  | NJ  | NJ  | NH  | NH   | NH  | NH  | NH  | NH  | NH  | -          |
| 2001 | QF  | W    | NJ  | NJ  | NJ  | NH  | NH   | NH  | NH  | NH  | NH  | NH  | -          |
| 2002 | QF  | L64  | NJ  | NJ  | NJ  | NJ  | NH   | NH  | NH  | NH  | NH  | NH  | -          |
| 2003 | W   | F    | NJ  | NJ  | NJ  | NJ  | NJ   | NH  | NH  | NH  | NH  | NH  | -          |
| 2004 | SF  | L16  | NJ  | NJ  | NJ  | NJ  | NJ   | NH  | NH  | NH  | NH  | NH  | -          |
| 2005 | W   | W    | NJ  | NJ  | NJ  | NJ  | NJ   | NJ  | NH  | NH  | NH  | NH  | -          |
| 2006 | F   | NJ   | NJ  | NJ  | L16 | F   | W    | SF  | NH  | NH  | NH  | NH  | 32         |
| 2007 | NJ  | NJ   | W   | QF  | SF  | W   | W    | SF  | L16 | NH  | NH  | NH  | 2          |
| 2008 | NJ  | NJ   | L16 | QF  | F   | L16 | SF   | SF  | QF  | QF  | NH  | NH  | 2          |
| 2009 | NJ  | NJ   | F   | QF  | F   | F   | L16  | SF  | SF  | L16 | QF  | NH  | 2          |
| 2010 | NJ  | NJ   | SF  | F   | SF  | NH  | NJ   | GS  | L16 | QF  | NJ  | W   | 3          |
| 2011 | NJ  | NJ   | QF  | QF  | L16 | NH  | L16  | SF  | GS  | SF  | NJ  | NH  | 8          |
| 2011 | NJ  | NJ   | QF  | QF  | L16 | NH  | L16  | SF  | GS  | SF  | L16 | NH  | 8          |
| 2012 | NJ  | NJ   | L64 | L16 | L32 | NH  | QF   | GS  | W   | QF  | L32 | SF  | 13         |
| 2013 | NJ  | NJ   | SF  | L16 | L16 | NH  | SF   | SF  | GS  | L16 | QF  | L16 | 10         |
| 2014 | NJ  | NJ   | L16 | L16 | L16 | NH  | L16  | W   | L16 | SF  | L32 | W   | 14         |
| 2015 | NJ  | NJ   | SF  | L32 | L32 | NH  | L32  | SF  | SF  | L32 | L32 | SF  | 16         |
| 2016 | NJ  | NJ   | SF  | L32 | SF  | NH  | L32  | GS  | QF  | NJ  | QF  | F   | 12         |
| 2017 | NJ  | NJ   | SF  | L16 | QF  | NH  | QF   | GS  | L16 | NJ  | L64 | W   | 9          |
| 2018 | NJ  | NJ   | QF  | L16 | L16 | NH  | L64  | GS  | GS  | NJ  | NJ  | W   | 17         |
| 2019 | NJ  | NJ   | L64 | NJ  | NJ  | NH  | L64  | GS  | NJ  | NJ  | QF  | NJ  | 40         |
| 2020 | NJ  | NJ   | L96 | NJ  | NJ  | NH  | NJ   | NJ  | NJ  | NJ  | NJ  | NJ  | -          |
| 2021 | NH  | NJ   | NJ  | NJ  | NJ  | NH  | L128 | NJ  | GS  | NJ  | L32 | NJ  | 58         |
| 2022 | NH  | NJ   | L64 | NJ  | NJ  | NH  | L96  | NJ  | SF  | NJ  | L64 | NJ  | 29         |
| 2023 | NH  | NJ   | L32 | L32 | L32 | NH  | L64  | NJ  | NJ  | L32 | L64 | NJ  | 29         |
| 2024 | NH  | NJ   | L16 | L32 | L32 | NH  | L64  | NJ  | NJ  | L32 | L32 | NJ  | 34         |
| 2025 | NH  | NJ   | L64 | L32 |     | NH  | L64  | NJ  |     |     |     | NJ  |            |

注: 表中のNHは不開催, NJは非参加, RRは予選ラウンド敗退, QFは準々決勝敗退, SFは準決勝敗退, Fは準優勝, Wは優勝, GSはグループステージ敗退を示す。トーナメント表記は以下の通りである。なお、年度末順位はPDCのものだけである。
WPC: BDOワールド・プロフェッショナル・ダーツ・チャンピオンシップス, WM: ワールド・マスターズ, WDC: PDCワールド・ダーツ・チャンピオンシップ, WMP: ワールド･マッチプレイ, WG: ワールド・グランプリ, LAS: ラスベガス・デザート・クラシック, UK: UKオープン, PR: プレミア・リーグ・ダーツ, GS: グランド・スラム・オブ・ダーツ, EU: ヨーロピアン・チャンピオンシップ, PCF: プレイヤーズ・チャンピオンシップ・ファイナルズ, WC: PDCワールド・カップ・オブ・ダーツ

## ワールド・チャンピオンシップの結果

### BDO
- 1991: 第1ラウンド (0 - 3 キース・サリバンに敗北)
- 1993: 第2ラウンド (2 - 3 ジョン・ロウに敗北)
- 1995: 準優勝 (3 - 6 リッチー・バーネットに敗北)
- 1996: 第2ラウンド (1 - 3 マット・クラーク（英語版）に敗北)
- 1997: 第2ラウンド (2 - 3 レス・ウォレスに敗北)
- 1998: 優勝 (6 - 5 リッチー・バーネットに勝利)
- 1999: 優勝 (6 - 5 ロニー・バクスターに勝利)
- 2000: 第1ラウンド (1 - 3 クリス・メイソンに敗北)
- 2001: 準々決勝 (4 - 5 テッド・ハンキーに敗北)
- 2002: 準々決勝 (3 - 5 マーヴィン・キングに敗北)
- 2003: 優勝 (6 - 3 リッチー・デイヴィズに勝利)
- 2004: 準決勝 (4 - 5 アンディ・フォーダムに敗北)
- 2005: 優勝 (6 - 2 マーティン・アダムズに勝利)
- 2006: 準優勝 (5 - 7 イェレ・クラーセンに敗北)

### PDC
- 2007: 優勝 (7 - 6 フィル・テイラーに勝利)
- 2008: 第3ラウンド (2 - 4 ケビン・ペインターに敗北)
- 2009: 準優勝 (1 - 7 フィル・テイラーに敗北)
- 2010: 4位 (8 - 10 [leg] マーク・ウェブスターに3位決定戦で敗北; 5 - 6 サイモン・ウィットロックに準決勝で敗北)
- 2011: 準々決勝 (1 - 5 ゲイリー・アンダーソンに敗北)
- 2012: 第1ラウンド (0 - 3 ジェームズ・リチャードソンに敗北)
- 2013: 準決勝 (4 - 6 フィル・テイラーに敗北)
- 2014: 第3ラウンド (3 - 4 マーク・ウェブスターに敗北)
- 2015: 準決勝 (2 - 6 フィル・テイラーに敗北)
- 2016: 準決勝 (3 - 6 エイドリアン・ルイスに敗北)
- 2017: 準決勝 (2 - 6 マイケル・ヴァン・ガーウェンに敗北)
- 2018: 準々決勝 (4 - 5 マイケル・ヴァン・ガーウェンに敗北)
- 2019: 第2ラウンド (2 - 3 ダリウス・ラバナスカスに敗北)
- 2020: 第1ラウンド (1 - 3 ダリン・ヤングに敗北)
- 2022: 第2ラウンド (1 - 3 ロブ・クロスに敗北)
- 2023: 第3ラウンド (0 - 4 ガーウィン・プライスに敗北)
- 2024: 第4ラウンド (1 - 4 ルーク・リトラーに敗北)
- 2025: 第2ラウンド (1 - 3 ニック・ケニーに敗北)

## メジャーとプレミアのタイトル

### ワールド・チャンピオンシップ

#### 優勝回数 (5)
| 年   | チャンピオンシップ                       | 決勝戦の対戦相手     | 決勝戦のスコア |
| ---- | ---------------------------------------- | -------------------- | -------------- |
| 1998 | BDO ワールド・ダーツ・チャンピオンシップ | リッチー・バーネット | 6 - 5 (set)    |
| 1999 | BDO ワールド・ダーツ・チャンピオンシップ | ロニー・バクスター   | 6 - 5 (set)    |
| 2003 | BDO ワールド・ダーツ・チャンピオンシップ | リッチー・デイヴィズ | 6 - 3 (set)    |
| 2005 | BDO ワールド・ダーツ・チャンピオンシップ | マーティン・アダムズ | 6 - 2 (set)    |
| 2007 | PDC ワールド・ダーツ・チャンピオンシップ | フィル・テイラー     | 7 - 6 (set)    |

### その他

#### 優勝回数 (15)
| 年   | 大会                             | 決勝戦の対戦相手                       | 決勝戦のスコア |
| ---- | -------------------------------- | -------------------------------------- | -------------- |
| 2001 | Winmau ワールド・マスターズ      | ヤルコ・コムラ                         | 4 - 2 (set)    |
| 2001 | ファインダーダーツ・マスターズ   | アンディ・フォーダム                   | 5 - 1 (set)    |
| 2003 | インターナショナル・ダーツリーグ | マーヴィン・キング                     | 8 - 5 (leg)    |
| 2003 | ワールドダーツ・トロフィー       | マーヴィン・キング                     | 6 - 2 (set)    |
| 2003 | ファインダーダーツ・マスターズ   | マーヴィン・キング                     | 6 - 1 (set)    |
| 2004 | インターナショナル・ダーツリーグ | トニー・デヴィッド                     | 13 - 5 (leg)   |
| 2004 | ワールドダーツ・トロフィー       | マーティン・アダムズ                   | 6 - 4 (set)    |
| 2004 | ファインダーダーツマスターズ     | テッド・ハンキー                       | 5 - 1 (set)    |
| 2005 | Winmau ワールド・マスターズ      | ヨーラン・クレッメ                     | 7 - 3 (set)    |
| 2006 | UKオープン                       | バリー・ベイツ                         | 13 - 7 (leg)   |
| 2006 | インターナショナル・ダーツリーグ | コリン・ロイド                         | 13 - 5 (leg)   |
| 2007 | ラスベガス・デザート・クラシック | テリー・ジェンキンス                   | 13 - 6 (leg)   |
| 2007 | UKオープン                       | ヴィンセント・ファン・デル・フォールト | 16 - 8 (leg)   |
| 2012 | グランドスラム・オブ・ダーツ     | マイケル・ヴァン・ガーウェン           | 16 - 14 (leg)  |
| 2014 | プレミア・リーグ・ダーツ         | マイケル・ヴァン・ガーウェン           | 10 - 6 (leg)   |